# Relationer mellan Cypern och Tyskland
Relationer mellan Cypern och Tyskland upprättades på diplomatisk nivå 20 augusti 1960, kort efter Cyperns självständighet 16 augusti 1960. Tyskland har en ambassad i Cypern, och Cypern har en ambassad i Tyskland. Tyskland har inga officiella relationer med Nordcypern.
Guido Westerwelle besökte Cypern i juli 2010, och Angela Merkel besökte Cypern 11 januari 2011. Nicos Anastasiades besökte Berlin och Hamburg i maj 2014.
Båda länderna är medlemmar i Europeiska unionen.